# 卢基乌斯·科尔内利乌斯·苏拉
卢基乌斯·科尔内利乌斯·苏拉（幸运者）（拉丁語：LVCIVS·CORNELIVS·L·F·P·N·SVLLA·FELIX，前138年—前78年），古罗马時期執政官、独裁官，史称苏拉，是一位罗马将军和政治家、军事家。他赢得了罗马历史上的第一次大规模内战，成为罗马共和国第一个通过武力夺取政权的人。
苏拉因两次担任执政官，并恢复了独裁官制度而知名。他是一位才华横溢、勇于创新的将军，在与国内外不同对手的战争中取得了无数成功。在对抗努米底亚国王朱古达的战争中，由于朱古达国王的盟友的背叛，苏拉得以俘虏了这位国王。虽然他的上级盖乌斯·马略因结束战争而获得了最多的功劳， 苏拉也因俘虏朱古达而名声鹊起。然后他在辛布里战争中成功地打败了日耳曼部落作战，在同盟者战争中打败了意大利部落。由于他在同盟者战争中的出色指挥，他被授予禾草环。
苏拉是罗马贵族派和平民派的长期政治斗争中的一位重要人物。他是贵族派的领导人。贵族派力图维持其在元老院至高无上的地位，反对以马略为首的平民派所倡导的平民化改革。在一场对抗米特拉达梯的战争指挥权的争端中，元老院最初授予苏拉指挥权，但由于马略的勾心斗角，元老院又收回了这一指挥权。苏拉史无前例的决定向罗马进军，并在战斗中击败了马略的军队。尽管如此，当他带着军队前往亚洲后，平民派又夺回了权力。公元前 82 年，苏拉从东方胜利归来，他决定第二次向罗马进军，并在科丽纳门之战中击败了平民派及其意大利盟友。然后，他恢复了独裁官——这个自第二次布匿战争一个世纪以来一直处于废除状态的职位。他用他的权力清洗他的反对者，并改革罗马宪政，恢复元老院的至高无上的地位，同时限制平民护民官的权力。公元前 79 年，苏拉辞去独裁官一职，隐退到普通生活中，并于次年去世。
苏拉的军事政变（具有讽刺意味的是马略的军事改革使罗马军队效忠于将军，而非罗马共和国）永久性地破坏了罗马权力结构的稳定。后来的政治领导人，如尤利乌斯·凯撒，也效仿了他的先例，通过武力来获得了政治权力。

## 生平
蘇拉長期在军队中担任统帅，前88年他当选执政官，並被罗马元老院選為東征統帥。此時另一位將軍，之前的執政官馬略透過政治運作，廢除他東征軍的統帥權。前88年，他逃到義大利南部并率领效忠他的東征军，破天荒地也出乎馬略意料地開進了羅馬城，趕走了馬略和他的黨羽，奪回他的東征軍統帥權。這次事件，成為羅馬人用武力奪取羅馬的第一個先例。但是在蘇拉遠征之時，馬略又重整旗鼓，奪得政權，並宣佈放逐蘇拉。
蘇拉仍然繼續東征，展開與本都国王米特里達梯六世的激烈戰爭，史稱第一次米特里達梯戰爭。在他取得完全勝利之後班師回羅馬，對付他的政敵。前82年他逼迫元老院同意他成為終身独裁官。權力穩固後，他就展開恐怖統治，捕殺馬略（此時已過世）和背叛他的前執政官秦納的所有餘黨，貴族中被殺的有1500人。
他大幅限制了保民官的权力，又壓抑人民大会的參政權力，把權力轉移至罗马元老院。前79年他宣布辞职并隐退。苏拉死后，全国为他举行了隆重的国葬。

## 轶事
苏拉在自己的墓誌銘上写著:“友人的帮助，敌人的加害，我都已全数奉还。”